# 瘋狂水族箱
瘋狂水族箱（Insaniquarium），或稱怪怪水族館，是一個由Flying Bear Entertainment以及寶開遊戲所製作的電腦遊戲，在台灣一般都稱為「養魚遊戲」。這個遊戲曾經在2002年獲得「遊戲革新設計」獎。
該遊戲的第一個版本是一個使用Java來運行的，而且是一個小型的免費線上遊戲。不久以後，一個個人數碼助理的版本釋出了，玩家可以從網路上免費下載有時間限制的試用版。這個遊戲最早的版本英文全名為Insaniquarium Deluxe，是在2004年的9月釋出的，該版本是提供給個人電腦使用的。
新版本的瘋狂水族箱在美國的價格是大約二十元美金，這個新版本與舊的Java版本之間的不同在於：新版本有新的寵物、新的遊戲模式，還有一種新的一套錢幣，其英文名字叫做Shells，中文直譯過來是「貝殼」。在「冒險模式」中，共有四個魚缸，每一個魚缸結束後會有一個讓你撿拾「貝殼」的小關卡，第一次全部破完後每破一關就可以撿貝殼，這些錢幣可以用在「虛擬魚缸」模式中，也可以來創造一個屬於自己的遊戲螢幕保護程式，還可以在破完第一次的「冒險模式」後購買隱藏寵物。

## 介面說明

### 主選單（藍色按鈕）
- ADVENTURE--------冒險模式（Adventure）\額外冒險模式（Bonus Adventure）
- TIME TRIAL----------限時模式（Time Trial）
- CHALLENGE---------挑戰模式（Challenge）
- VIRTUAL TANK-----虛擬魚缸（Virtual Tank）

### 副選單（紫色按鈕）
- HALL OF FAME-----排名
- OPTIONS--------------設定
- HELP-------------------幫助
- QUIT-------------------離開

## 基本遊戲操作
瘋狂水族箱總共有四個主要模式，分別是：「冒險模式」（Adventure）、「限時模式」（TimeTrial）、「挑戰模式」（Challenge）以及「模擬魚缸」（VirtualTank）。
所有模式的共通部份為購買魚苗，為魚食升級（共兩級），增加魚缸內魚食存在數量上限（初始一個，可增加至十個），為光線槍提升等級（初始0級，可增加至MAX，即10級），購買「蛋殼」（共三次，部份模式略有區別，後有詳細說明）
在飼養魚苗、收集魚類所產出的錢幣購買通關物品時，擊退入侵而來的怪物、防止魚苗被怪物吃光並完成破碎的蛋即是本遊戲的核心內容。

### 冒險模式（Adventure）
在冒險模式中，玩家總共要通過五個魚缸關卡，前四個魚缸每個則有五個小關卡。玩家的任務則是在飼養各種魚類的同時收集其所產出的錢幣，所獲得的錢幣總額會顯示在右上角，當金額足夠則可以購買物品欄最右邊的「蛋殼」，在購買三次之後就算過關。過關后的結算介面即可孵化之前購買的「蛋殼」拼成的「蛋」，從中可以孵化出「寵物」（Pet）。愈後面的關卡「蛋殼」也會愈來愈貴，所以玩家必須要賺取更多的錢來買蛋殼才能順利過關。
前四個魚缸完成后，從購買的蛋殼中孵出寵物的視窗照常會出現，但是出現的並不是新的寵物，而是魔王Cyrax。而第五個魚缸的目標即是擊破Cyrax。在這一關中，沒有任何的小魚或者物品可以購買；而且在這一關的開始即可看到之前所有已經得到的寵物（除了「天使魚」）。經過警告聲響以後，Cyrax會出現。Cyrax本身不會攻擊，但是不斷的召喚小型的「異形怪」攻擊寵物；與此同時，之前的各種外星人也會陸續出現攻擊寵物。玩家必須不斷擊破這些「異形怪」和各種外星人才能避免寵物全部被吃掉。在這個最後一關中，Cyrax會從寵物的身上將牠們的特殊能力搶走，因此在這一關中玩家的寵物將沒有任何的能力。擊破Cyrax后可以得到一個寵物「變身蝌蚪」，螢幕會顯示「製作群」。「製作群」顯示同時亦會有字幕告訴玩家，儘管在最後一戰中寵物們死傷慘重，但是沒有參戰的「天使魚」在Cyrax死後將牠們全部復活了。玩家也可以點擊右下角的"BacktoMainMenu"按鈕直接退回主畫面。

### 額外冒險模式（Bonus Adventure）
在完成一遍「冒險模式」后，額外冒險模式就會將之替換。這個模式與原先的「冒險模式」大致相同。不同點是，每關的「蛋殼」購買完畢之後會進入「撿拾貝殼錢幣」的小遊戲，小遊戲過後的「蛋殼」孵化界面會變成「貝殼錢幣」的結算，積累一定量的「貝殼錢幣」后則可以在原先「蛋殼」孵化的位置購買額外功能。這些額外功能是：四個額外寵物，在正常遊戲中最多可以使用四隻寵物，在「虛擬魚缸」中可以最多可以使用七隻寵物。全部購買完後，結算介面的蛋殼會變成「銀色獎盃」，這隻獎盃也會陳列在主界面上，位於美人魚的尾鰭右側。

### 限時模式（Time Trial）
此模式與「冒險模式」很類似，但是遊戲時間被限制：第一個魚缸五分鐘、第二、三、四個魚缸十分鐘。右上角的蛋殼商品變成隨機在魚缸中放下一個已經擁有的寵物，初始價格是100元，并以200元、400元、800元遞增。限時模式的目標就是要賺愈多錢愈好。在新的版本中，當時限到了以後，玩家所賺到的錢的5%會由錢幣轉換成「貝殼錢幣」，存入你的「虛擬魚缸」中。

### 挑戰模式（Challenge）
此模式與「冒險模式」很類似，但是視窗上方的商品欄中每個商品的價格會於每五秒鐘上漲1%。而購買最右方的蛋殼型商品可以暫時將所有商品恢復原價并保持不變（但是「蛋殼」的價格不會恢復只是暫時停止上漲），但是過不久後就會再次以每五秒鐘的頻率上漲1%。而除了商品的價格以外，怪物出現的頻率以及數量也會隨著時間慢慢升高。過關的方法和「冒險模式」相同，購買三次右上方的「蛋殼」就可以過關。如果玩家一直玩而不注意價錢的話，蛋殼型商品最高可以上漲到99,999元，所以這個模式就是要玩家愈快結束遊戲愈好。在挑戰模式中每破完一個關卡，會出現一段小小的介紹，介紹的內容都是關於每一種的魚類、寵物以及怪物。

每一個關卡有八張

- 第一關能拿到的圖有：1、2、3、4、5、21、25、26
- 第二關能拿到的圖有：6、7、8、9、10、22、27、28
- 第三關能拿到的圖有：11、12、13、14、15、23、29、30
- 第四關能拿到的圖有：16、17、18、19、20、24、31、32、33

另外要注意的是第33張圖必須先拿到前面32張才會出現喔！

### 虛擬魚缸（Virtual Tank）
虛擬魚缸中的魚需要從「商店」購買，虛擬魚也是一樣可以餵食的。虛擬魚的種類通常不同於一般模式中的魚，而且顏色也都非常特殊。每一種魚也有其特別的功能，而且每一隻魚都可以進行取名字、重新命名、販售、顯示以及隱藏等動作。在「商店」中還可以買到升級魚缸的工具，至於其商品的進貨及更換為每天一次。
在虛擬魚缸中的魚長大的速度比一般的魚缸都還要慢很多，玩家需要持續餵食一個禮拜，並且每一天至少三次，才能夠長大一個等級。另外，虛擬魚缸中的魚類是不會死亡的（除了當作飼料來餵食的小魚、食肉魚以及超級食肉魚以外）。
以下是在「冒險模式」中無法見到的特殊種魚類以及特殊功能：
- 彩色的魚（其身上的顏色特殊，甚至還有會變色的魚。）
- 音樂魚（每餵食三次就會唱一首歌）
- 隱形的魚
- 快速的魚（比一般的魚游得還要快）
- 球型魚（體型似球，但是卻能夠長大。）成長過程：溜溜球（剛出生的），足球（中型的），海灘球（大型的）。牠的主要食物隨著他的成長而有所不同：冰淇淋（剛出生的）、雞肉（中型的）、披薩（大型的）。
- 外星魚（「變形怪」或者是只有其中一個頭的「雙頭怪」）變形怪會長大，主要食物為食肉魚（小型的）和超級食肉魚（大型的）。
- 「狼吞虎嚥」的魚（會在張開嘴巴以及吞食時發出粗魯的吼叫聲會咀嚼聲，且需要更頻繁的餵食。）
- 吃「奇特食物」的魚（主要食物為雞肉、披薩或冰淇淋）
- 吃「非常奇特食物」的魚（凡是不吃「小魚」、「食肉魚」或「超級食肉魚」以及一般魚飼料和「奇特食物」的魚）
- 「往後游」的魚（移動時還有進食時會向後游）
- 買一個魚並取名為"Santa"（中文直譯是「聖誕老人」）會讓牠變成紅白相間的「聖誕魚」。牠會掉落價值20元貝殼的錢幣袋。而且在餵食一定次數后會唱各種歌曲，不僅限於聖誕歌曲。
- 「商店」中購買的「食肉魚」以及「超級食肉魚」被特別訓練過絕對不吃玩家從商店中購買的魚。
- 可以任意選擇魚缸的背景。共有六種背景可以選擇（除了第一種是遊戲一開始就擁有的外，其它的背景都要從「商店」中購買），分別是：第一關卡的背景、第二關卡的背景、第三關卡的背景、第四關卡的背景、城堡背景、魔王關卡背景。遊戲預設為第一關卡的背景。
- 氣泡產生器：會不時冒出泡泡。其主要功能為擴充虛擬魚缸中最大寵物擁有量，從原本的十隻到二十隻。
- 怪物釋放塔：會不時釋放出各種不同的怪物。（對你從商店中買到的魚不會有影響）
- 食物升級：從你原本的飼料夾心餅升級成維他命膠囊。（會讓你的魚更快速的成長）
- 餅乾(COOKIE)：在你購買了「氣泡產生器」（20000元）、「怪物釋放塔」（50000元）還有「食物升級」後你可以用50000元購買「餅乾」。

虛擬魚缸中還有一些擁有專屬名稱的魚，牠們可能擁有以上的幾個特質：
- 羅基(ROCKY)：「狼吞虎嚥」的魚，會變成很特殊的顏色，主要食物為超級食肉魚，掉落的錢幣為價值20元貝殼的錢幣帶。該魚會不時消失在魚缸中。
- 盧德維格(LUDWIG)：音樂食肉魚，會變成很特殊的顏色，每隔一段時間會唱一首貝多芬的曲子。
- 強尼V(JOHNNY .V)：食肉魚，主要食物為「披薩」，會變換顏色，每隔一段時間會說「我保證不會再吃披薩了」。
- 克由果(KILGORE)：種類為超級食肉魚，會變成很特殊的顏色，每隔一段時間會唱瓦格納的曲子，掉落的錢幣為價值20元貝殼的錢幣帶。
- 餅乾(COOKIE)：種類為食蟲魚，但是該魚的主要食物卻是一般魚飼料，每隔一段時間會餵食一種不是一般魚飼料的食物（如：超級食肉魚）。

以上這些擁有專屬名稱的魚都是每個魚缸中只能出現一隻的，除了「餅乾」以外，「餅乾」可以和另外一隻相同擁有專屬名稱的魚出現在同一個魚缸。

### 獎盃
- 金獎盃：玩家會在挑戰模式拿到全部33張圖，可以拿到一個金色的獎盃。
- 銀獎盃：當玩家四隻隱藏的寵物都拿到時，再繼續賺錢，可以買到「冒險模式四隻寵物上限」的蛋。最後只要再買到「虛擬魚缸七隻寵物上限」的蛋，就可以拿到一個銀色的獎盃。

### 沙盒模式（Sandbox）
這個模式在一開始不會出現，而是一個機密模式。玩家必須要在贏得「銀色獎盃」以後輸入魂斗罗30命秘籍（↑↑↓↓←→←→BA）後才能進入。如果玩家輸入正確，遊戲會自動開始一個魚缸。按下鍵盤上的指定按鍵可以放出各種魚類、寵物以及怪物（除了魔王Cyrax以外），而且數量都是無限的（但是如果記憶體不足，一次放太多魚的話電腦容易宕机）。

玩家開啟沙盒機密模式的話，就會得到「虛擬魚缸十一隻寵物上限」的獎賞（此獎賞不會在遊戲中主動提示）。

沙盒模式指定按鍵

在「沙盒模式」中，鍵盤上指定的代碼如下：

魚類

- 1－小魚
- 2－食肉魚
- 3－星星魚
- 4－捕星者
- 5－食肉蟹
- 6－食蟲魚
- 7－繁殖魚
- 8－超級食肉魚

寵物－－必須要將"CapsLock"關閉才會起效用

- q－蝸牛
- w－牡蠣
- e－劍魚
- r－媽媽魚
- t－海馬
- y－水母
- u－骷髏魚
- i－招潮蟹
- o－美人魚
- p－鯨魚
- a－海龜
- s－機器魚
- d－鮟鱇魚
- f－海豚
- g－寄居蟹
- h－魟魚
- j－電鰻
- k－鯊魚
- l－天使魚
- ；－蝌蚪

怪物

- z－Sylvester
- x－Barlog
- c－Gus
- v－Destructor
- b－Ulysses
- n－Psychosquid
- m－Bilaterus

隱藏寵物－－必須要將"CapsLock"打開才會起效用

- A－潛水象
- S－鼻子魚
- D－企鵝
- F－蛇頸龍

## 生物介紹

### 魚類（Fish）
- Guppy（古比鱼）：有著黃色身體紅色魚鰭的小魚，其主要食物為魚飼料。共有三個成長階段：剛出生或者才買到時的幼年期（小型古比），不會掉落任何的錢幣；體型倍增的成長期（中型古比），會掉落價值15元的銀幣；體型最大的成熟期（大型古比），會掉落價值35元的金幣。小型古比是食肉鱼、食鱼蟹、Gash的食物。价格为100美元或不少于25贝壳。
- KingGuppy（古比鱼王）：當一隻「古比鱼」長期被照顧良好，會變成全身水藍色且頭上戴著一頂金色皇冠的「古比鱼王」，其掉落的錢幣為鑽石，價值為200元。
- Carnivore（食肉魚）：黑色及紅色相間的魚，其主要食物為「小型古比」。每隔一段時間會掉落價值200元的鑽石。食肉魚的體型比「大型古比」還要大，也同時是Ultravore（超級食肉魚）的主要食物。价格为1000美元或不少于100贝壳。
- StarGuppy（星星古比 化学古比）：半透明、黃色粉紅色相間的魚。僅有大型古比吃價值250元的StarPotion（星星藥水）後，才能進化成該種魚類。該種魚所掉下來的錢幣形狀類似星星，價值40元，且是Starcatcher（捕星者）的主要食物。如果「小型古比」或「中型古比」不小心誤触「星星藥水」的話則會被炸死。「星星古比」一樣可以在經過長期良好照顧下進化成「古比鱼王」，但是一旦進化成了「古比鱼王」，就算再次餵食給牠「星星藥水」，也是一樣不會改變，仍然是「古比鱼王」，所以「星星藥水」只能對成熟期的「古比魚」起效用。
- Starcatcher（捕星者）：淺藍色，有著觸角以及圓頂狀的頭，其實牠的頭是一個洞，也就是牠吃東西的入口。該魚的食物是由「星星古比」掉落的「星星」。牠會一直待在魚缸的底部，並且於飢餓時自動追蹤沉入缸底的星星，當牠進食成功后會從其頭頂射出一個鑽石。整個交換過程的淨收入是鑽石減掉失去的那顆星星總共賺了160元。价格为750美元或不少于2500贝壳。
- Guppycruncher（食魚蟹）：棕色身體，頭上還有著一對鉗子。其主要食物為剛出生的「小型古比」。因為食魚蟹只會待在魚缸的底部，所以必須將「小型古比」引到下方才能讓「食魚蟹」成功進食。「食魚蟹」的產物是「蟲子」，價值150元，會從魚缸底部爬上頂部，爬到頂部後消失。這種蟲子是Beetlemuncher（食蟲魚）的食物。价格为750美元或不少于2500贝壳。
- Beetlemuncher（食蟲魚）：綠色身體，且眼睛非常得突出。牠的主要食物為「食魚蟹」產出的「蟲子」，且產出的錢幣形似珍珠，價值500元。价格为2000美元或不少于3500贝壳。
- Breeder（繁殖魚）：顏色和「古比鱼」很相像，同樣也有幼年期、成長期和成熟期三個成長階段，不同的是牠的肚子非常突出。牠的食物是魚飼料。剛出生的繁殖魚不會有任何產出，但是中型以及大型的繁殖魚會每隔一段時間生出一隻「小型古比」。該種魚類不會掉落任何的錢幣。价格为200美元或不少于5000贝壳。
- Ultravore（超級食肉魚）：體型巨大、灰色的魚。牠的食物是「食肉魚」，掉落的是價值2000元的藏寶箱。由於體型極大，大約是「食肉魚」的三倍大，所以非常容易被怪物吃掉。价格为10000美元或不少于10000贝壳。

所有魚類都有滿腹、空腹、飢餓、死亡四個狀態。正常情況下滿腹與空腹狀態看起來一樣，飢餓狀態下的魚類呈土黃色，死亡狀態下魚類身體呈白灰色，上下顛倒慢慢并向魚缸底部下沉，下沉到底部則逐漸消失。如有寵物Blip（海豚）存在，空腹和飢餓狀態的魚類會有黃色小箭頭標識。如有寵物Angle（天使魚）存在，在屍體完全消失之前都可以經由Angle觸碰而重新獲得生命，并進入空腹狀態。(被怪物吃掉的鱼不会留下尸体。)

### 寵物（Pet）
在新版的瘋狂水族箱遊戲中，總共有二十四種寵物，其中四種是額外寵物。在網路上的Java版本中，總共只有十種寵物（也就是下面列表中的前十項），玩家可以在每破完一關拿到十個寵物中一個隨機的寵物。而在新版本中，以下全部的寵物都是可以拿到的，裡面其中的四個「額外寵物」就是必須要用「貝殼錢幣」才能購買到的，也就是「潛水象」、「鼻子魚」、「企鵝」還有「小水龙」這四隻。
- A：Stinky（蝸牛） - 會在魚缸的最底下撿取從上方掉下來的錢幣，會在怪物出現時躲進自己的殼裡。蛋价450美元。
- B：Niko（牡蠣） - 會醞釀出價值250元的珍珠，玩家只能在牠打開貝殼的時候撿取，且每隔一段時間會重新製作一次。就算不撿取也會在一段時間后關閉貝殼。蛋价1500美元。
- C：Itchy（劍魚） - 會攻擊怪物，而且只要在怪物出現的時候，原本牠臉上的笑臉會立刻轉變為生氣的臉色。蛋价6000美元。
- D：Prego（媽媽魚） - 會每隔一段時間生下一隻小魚。與花錢購買的繁殖魚作用相同，區別在於外形稍有不同，不需餵食但不會長大。蛋价9000美元。
- E：Zorf（海馬） - 會在有「小魚」處於飢餓狀態時從管狀嘴巴噴出二等飼料（深綠色魚飼料）。蛋价15000美元。
- F：Clyde（水母） - 會撿拾碰觸到牠的錢幣。牠和「蝸牛」不一樣，牠可以浮在水族箱中的任一個位置，而且移動的速度也比「蝸牛」快。蛋价2250美元。
- G：Vert（骷髏魚） - 會掉下落價值35元的金幣，也就可以算是一隻「大型魚」，只是身體只剩下骨頭且不用餵食。蛋价9000美元。
- H：Rufus（招潮蟹） - 會攻擊位於底部的怪物。蛋价15000美元。
- I：Meryl（美人魚）（會出現在新版的主畫面中） - 會每隔一段時間唱歌，此時魚缸中所有中型魚、大型魚、星星魚、國王魚都會掉落三個其會掉落的錢幣（如：國王魚會掉落三個鑽石）。蛋价22500美元。
- J：Wadsworth（鯨魚） - 會在怪物出現的時候張開嘴巴，此時所有小型魚或中型魚都會游到其嘴巴裡面，也就不會被怪物攻擊到，但有時會進入休眠模式，魚就會被吐出來。蛋价30000美元。
- K：Seymour（海龜） - 使錢幣掉落的速度變慢、落在魚缸底部的錢幣持續一段時間才會消失。蛋价3000美元。
- L：Shrapnel（機器魚） - 會掉落價值150元的炸彈。這個炸彈在玩家拾取之前會一直下沉至魚缸底部，途中如果被非寵物魚觸碰會爆炸，將之變成屍體。蛋价9000美元。
- M：Gumbo（鮟鱇魚） - 會在怪物出現的時候閃燈引導所有的魚遠離怪物的攻擊，但是並沒有防禦或攻擊的功效。蛋价22500美元。
- N：Blip（海豚） - 會顯示怪物從出現的位置、顯示怪物的血量、在飢餓的魚上方顯示一個箭頭、在每次遊戲開始不久后將商品欄中所有的商品都顯示出來。在時間模式中，商品出現之後價格即刻開始增長，所以一開始就加入海豚會變相導致難度增加。蛋价30000美元。
- O：Rhubarb（寄居蟹） - 會將魚從魚缸的底部驅逐，使其不待在魚缸的底部。蛋价45000美元。
- P：Nimbus（魟魚） - 會彈起掉落在牠身上的錢幣以及飼料。蛋价9000美元。
- Q：Amp（電鰻） - 會電死魚缸中所有大小的「古比魚」。魚被電死后變成屍體，且每電死一條魚補償一個鑽石。蛋价67500美元。
- R：Gash（鯊魚） - 最有效的攻擊寵物，但是會吃各種大小的古比鱼(包括古比鱼王)。牠比劍魚還要更有力量，但是劍魚並不需要吃「古比鱼」。蛋价150000美元。
- S：Angie（天使魚） - 可以復活變成屍體的魚。任何魚只要死亡時留下屍體，天使魚就可以在屍體完全沉入魚缸底部之前將其復活。蛋价225000美元。
- T：Presto（蝌蚪） - 可以變成任何已經擁有的寵物，每次變身后需要休息一段時間才能再次變身。蛋价299997美元。

### 隱藏寵物
- Phi：Brinkley（潛水象） - 會吃魚飼料，而且會在每餵食三次後隨機變出一個物品，而這項物品會愈變愈有價值。這隻寵物是第一個在PDA版本上能夠使用的寵物。蛋价20000贝壳。
- Gos：Nostradamus（諾斯特拉達姆士鼻子魚） - 會每隔一段時間掉落價值1元的鼻涕。牠有時候會在怪物出現的時候打噴嚏，來拖延怪物出現的時間。「古比魚」如果很餓的話就會去吃它的鼻涕，並變成鼻子魚。(被电鳗鱼电死后变回原形，能被Angle复活。)Nostradamus英文原意應該是指第19任美國總統拉瑟福德·伯查德·海斯的鼻子；但也不用太興奮，因為這表示那隻魚已經死了。蛋价25000贝壳。
- Kan：Stanley（蛇頸龍） - 會在怪物出現的時候變出各式各樣的球來攻擊怪物，也會阻止怪物的遠距離攻擊，能直接摧毁Ulysses的寒气弹。蛋价30000贝壳。
- Tud：Walter（企鵝） - 玩家如果在怪物沒有出現的時候點擊一下企鵝，牠的嘴巴會出現一個拳套，會毆打玩家的寵物，並發揮牠們的特殊能力。也能夠毆打魚缸中的魚，使牠們掉落錢幣。毆打對Angie（天使魚）、Walter（企鵝）、Itchy（劍魚）、Rufus（招潮蟹）、Prego（媽媽魚）沒有任何效用。而且如果Presto被打到的話，牠會變回原來的蝌蚪模樣，如果Presto變成Shrapnel的話則產出一個炸彈后變回原形。蛋价35000贝壳。

#### 寵物組合
- 賺錢（一）組合：蝌蚪、天使魚、電鰻。

在遊戲開始的時候，將蝌蚪變成隨機一個寵物（變出什麼寵物並不影響）。當怪物即將要出現的警報響起時，快速的將蝌蚪變成鮟鱇魚。殺掉怪物並在怪物死後快速啟動電鰻，並將掉落的鑽石撿起來。至於其他死掉的魚部分都會被天使魚救活。
- 賺錢（二）組合：蝌蚪、水母、美人魚。

在遊戲開始的時候，將蝌蚪變成牡蠣或者是機器魚。當怪物即將要出現的警報響起時，快速的將蝌蚪變成鮟鱇魚。之後，購買數量極多的小魚，然後在怪物被殺死以後再把蝌蚪變成另一隻相同的水母（於是這樣你的魚缸中就會有兩隻水母）。然後再一次，在怪物來臨前再將蝌蚪變成鮟鱇魚，再於怪物被殺死後將蝌蚪變回水母（一直重複此動作）。
- 賺錢（加）組合：蝌蚪、天使魚、電鰻、企鵝。

這個組合的使用方法與「賺錢（一）組合」一樣，但是比其更有效用。除了上方的說明外，還可以用企鵝毆打電鰻，這樣電鰻就能更頻繁的出現其效用。
- 保護魚群組合：海豚、鮟鱇魚、蝌蚪。

唯一要做的事情就是，在怪物要出現時將蝌蚪變成鯊魚，然後在怪物被殺死後再將其快速變回隨機一個寵物即可。
- 攻擊怪物組合：招潮蟹、鮟鱇魚、蝌蚪。

就像上面的那個組合一樣，在怪物要出現時將蝌蚪變成鯊魚，然後在怪物被殺死後再將其快速變回隨機一個寵物即可。

### 怪物（Alien）
一共有8種，除了"Cyrax"只在第五魚缸中出現，其他怪物都會在正常遊戲中出現。他們的目標就是吃掉魚缸裡所有的魚類（而非寵物）。一旦魚被吃光，遊戲也隨之宣告結束。
- Sylvester（塞尔维斯特） - 基本型怪物，通體藍色，生命值很低，經常和Balorg一起出現。
- Balorg（巴洛克） - 强化型怪物，通體黃色，特徵是頭上的毛髮。生命值比Sylvester略高，經常和Sylvester一起出現，也會在第三大關和Psychosquid一起出現。
- Gus（盖斯） - 特殊型怪物，通體淺黃色。不能用通常的攻擊方法將其擊退，必須餵食大量魚食將牠撐死（魚食越高級對他的傷害越大），在攻擊他時，魚食不消耗金錢。
- Destructor（毁灭者） - 射擊型怪物，本體沒有殺傷力，攻擊時會發射三枚飛彈飛向魚類，目標魚類身上會有準星標識，飛彈在飛行途中沒有殺傷力。鼠標點擊即可將飛彈消滅，也可被蛇頸龍投擲出的球消滅。經常和Ulysses一起出現。
- Psychosquid（疯狂章鱼） - 復活型怪物，通體紅色，生命值大量，移動速度很高。受到一段時間的攻擊后會進入沉睡狀態，身體變成淺藍色，此時若繼續攻擊會給其恢復生命值。會在第三大關和Balorg一起出現。
- Ulysses（尤利西斯） - 射擊型怪物，通體暗灰色。本體沒有殺傷力，攻擊時會發出兩枚光球飛向魚類，目標魚類身上會有準星標識，光球在飛行途中沒有殺傷力。鼠標點擊會將其激活，顏色變亮，在飛行途中亦具有殺傷力，點擊光球會使其飛向相反方向，撞上魚缸壁即會消失，也可引導激活的光球攻擊其他怪物。經常和Destructor一起出現。
- Bilaterus（双头龙骨怪） - 雙頭型怪物，首尾兩個頭有各自的生命值。擊破一個頭后身體不會消失，只有兩個頭都擊破后才會完全消失。因為本身是鋒利的骷髏所以到處都有殺傷力，稍不注意就會損失慘重。
- Cyrax（塞里克斯） - 蟻后型怪物，只在第五魚缸出現。具有超高生命值，本體沒有殺傷力，但會召喚小型的Sylvester攻擊寵物。

### 隱藏密碼
1. zombie：在任何模式中輸入，外觀變死魚，再打一次可復原。
2. space：在任何模式中輸入，魚缸背景變成宇宙空間，再打一次可復原。
3. void：在任何模式中輸入，沒有背景.白色，再打一次可復原。
4. wavy：在任何模式中輸入，背景起波紋，再打一次可復原。
5. b：在任何模式中輸入，背景會跑出氣泡。
6. welovebetatesters：改變母魚生產音效。
7. supermegaultra：改變母魚生產音效。
8. prego：母魚生產音效回復。
9. give：在主畫面輸入時，可以把貝殼錢給予另一位使用者(註：但使用該祕笈時需要雙方最少都要破冒險模式的第一個水族箱)。

## 脚注
1. ↑  . PC Magazine. 2004-04-06  [2008-04-14]. （原始内容存档于2012-10-07）.
2. ↑  .   [2015-04-06]. （原始内容存档于2011-06-12）.
3. ↑  .   [2015-04-06]. （原始内容存档于2011-06-12）.

## 外部連結
- 官方主页 （页面存档备份，存于）（已失效，官方网站游戏列表里没有）
- 粉絲網站 （页面存档备份，存于）
- 資料來源1 （页面存档备份，存于）
- STEAM （页面存档备份，存于）